# Thoosa laeviaster
Thoosa laeviaster är en svampdjursart som beskrevs av Annandale 1915. Thoosa laeviaster ingår i släktet Thoosa och familjen borrsvampar.
Artens utbredningsområde är havet utanför Myanmar. Inga underarter finns listade i Catalogue of Life.